# Agneta Klingspor
Agneta Birgitta Klingspor, född 4 januari 1946 i Lysekils församling i Göteborgs och Bohus län, död 2 juni 2022 i Sofia distrikt i Stockholm, var en svensk författare. Hon arbetade både med poesi och med prosa. Författandet, som inleddes med dagboksromanen Inte skära bara rispa, kännetecknas av tydlig feministisk karaktär parat med en erotisk öppenhet och rakt och rättframt språk.

## Biografi
Agneta Klingspor föddes i Lysekil och växte upp i Uddevalla, i ett hem präglat av konflikter. Den återkommande osämjan mellan föräldrarna påverkade den blivande författaren, genom en insikt och känslighet för mekanismerna kring förtryck och hur orden själva kan påverka fysiskt.
Före debuten som författare prövade Klingspor på arbeten som kurator, kulturkonsulent, städerska, skådespelare och mentalvårdare. Hon tog även fil.kand-examen.

### Prosa och poesi
Klingspor debuterade 1977 med Inte skära bara rispa, en dagboksroman med ett hämningslöst och ocensurerat innehåll. Boken, som inspirerades av Anaïs Nins dagböcker, fick hård kritik men blev en storsäljare. 1994 fick boken en uppföljare genom Nyckelroman: 1977–1992. Denna historia handlade om en kvinna på Södermalm i Stockholm, i den begynnande medelåldern.
På 1980-talet kom de båda diktsamlingarna Lavendelvisa och Oajas dans. 1990 prövade hon på novellformatet med Köttryckningar.
1999 års Framkallning har också den självbiografisk karaktär, och temat är denna gång förhållandet till fadern.
Går det åt helvete är jag ändå född från 2006 hyllades av kritikerna, med dess beskrivning av samhällets utstötta och den samtidiga rädslan att förvandlas till en av dessa. Två år senare återvände hon med Pressa läpparna här, där ämnet var passionerad men destruktiv kärlek. Hon beskrev i den sistnämnda boken svårigheterna kring att kunna lämna en man som är våldsam.
Flera av Klingspors senare böcker präglas av tankar kring sjukdom och åldrande. Detta inkluderar 2010 års Stängt pga hälsosjäl, en roman omkring en kvinnas liv efter det allvarliga sjukdomsbeskedet. Detta fördjupades 2016 i Går det åt helvete ska jag ändå dö – Klingspors sista bok – där hon beskrev åldrandets olika sidor med dråplighet och drastisk ironi.
I sitt författande såg Klingspor alltid världen med sig själv som utgångspunkt. Hon var antingen den något äldre kvinnan (på gott och ont inte längre påverkad av den manliga blicken), invandrarlärare, kulturarbetare med ojämn inkomst eller samhällsmedborgare.

### Andra aktiviteter
Sedan 1991 skrev hon som frilans om samhällsfrågor och konst på Expressen kultur och 2002–2004 med litteraturkritik i Bonniers Litterära Magasin.
Hon arbetade i många år som invandrarlärare i Tensta och Rinkeby och var handledare för olika skrivargrupper. För boken Går det åt helvete är jag ändå född (2006) tilldelades hon 100 000 kronor ur Albert Bonniers stipendiefond, och hon fick 2007 ett tioårigt stipendium från Sveriges författarfond. Hon erhöll även stipendium från Svenska Akademien.

## Stil och eftermäle
Agneta Klingspors debutroman Inte skära bara rispa har på senare år blivit betraktad som en feministisk klassiker. Samtidigt hade Klingspor en komplicerad relation till den tidens ledande feminism, där man myntat slagordet "Det privata är politiskt"; Klingspor ansågs dock skriva för privat. Hennes ocensurerade dagboksförfattande var modigt för sin tid, och att hon beskrev sitt eget sexliv väckte stor och inte alltid positiv uppmärksamhet. Författandet var inspirerat av den tidens kvinnliga bekännelselitteratur och sexuella frigörelse, vilken ännu stod i kontrast till hur kvinnor förväntades skriva om sig själva. Klingspor hamnade, med sin "kvinnolitteratur", i samma då utskällda fack som Kerstin Ekman och Kerstin Thorvall.
Hennes böcker vände sig lika mycket mot de manliga läsarna som de kvinnliga. Hon skrev ofta i jagform, vilket förstärkte den dokumentära känslan. Målet var att lyfta fram kvinnors position som subjekt, att liksom dåtidens manliga självbiografer kunnat ta sig själva på blodigt allvar.
Det tragikomiska låg Klingspor nära, liksom de de äventyrliga improvisationerna. Återkommande teman var problemen att kunna kombinera kärlek med frihet. Agneta Klingspor är begravd på Katarina kyrkogård i Stockholm.

## Verk

### Böcker
- 1977 – Inte skära bara rispa. Kvinnodagbok 1962–76[5]
- 1979 – Tryggare kan ingen vara
- 1983 – Fast land
- 1985 – Lavendelvisa (dikter)
- 1987 – Oajas dans (dikter)
- 1990 – Köttryckningar (noveller)
- 1994 – Nyckelroman
- 1999 – Framkallning
- 2006 – Går det åt helvete är jag ändå född
- 2008 – Pressa läpparna här (2009 nominerad till Sveriges Radios romanpris)
- 2010 – Stängt pga hälsosjäl
- 2010 – Bok med bild: Joakim Pirinen (text: Agneta Klingspor)
- 2012 – Mor mamma morsan (antologi med bland andra Aase Berg och Kristian Lundberg)
- 2013 – Dagböckerna 1962–1992
- 2013 – Tji fick du (artikelsamling från 70-talet och framåt)
- 2016 – Går det åt helvete ska jag ändå dö

### Radio
- 1987 – kulturprogram i Sveriges Radio P1 om Rut Hillarps dikt och prosa 1946–1986
- 1994 – Blindgångare (radiopjäs i P1)
- 1995 och 1996 – två Frispel i P3. "Heartbrake Hotel" samt "Sedd i vitögat"
- 2003 – värd för Sommar.
- 2004 – Brev från Iran i Konflikt (P1).
- 2007 – deltagande i Bildrutan (P1) av Katarina Wikars om fotograf JH Engström. "Jag vet inte vad jag ska göra med det här."
- 2007 – två program tillsammans med Katarina Wikars (P1): "Konstnärsdrivna gallerier. Vad ska det vara bra för?" och "Var finns lyckan i konsten?"
- 2009 – Bokcirkeln i P1. Deltagare Agneta Klingspor, Leif GW Persson och Anna Hallberg talar om Cora Sandels Alberte-serie. 6 måndagar under våren.

- 2012 – P1 Cancerland, 3 avsnitt. Utgångspunkt i Stängt pga hälsosjäl. Programledare. Cancerland nominerades till årets radioprogram 2013.

### Kortfilm
- Kyssen (1990-talet), av Håkan Wennström efter en text av Agneta Klingspor. Musik av Tuomo Happala.